# Meridian von Rom

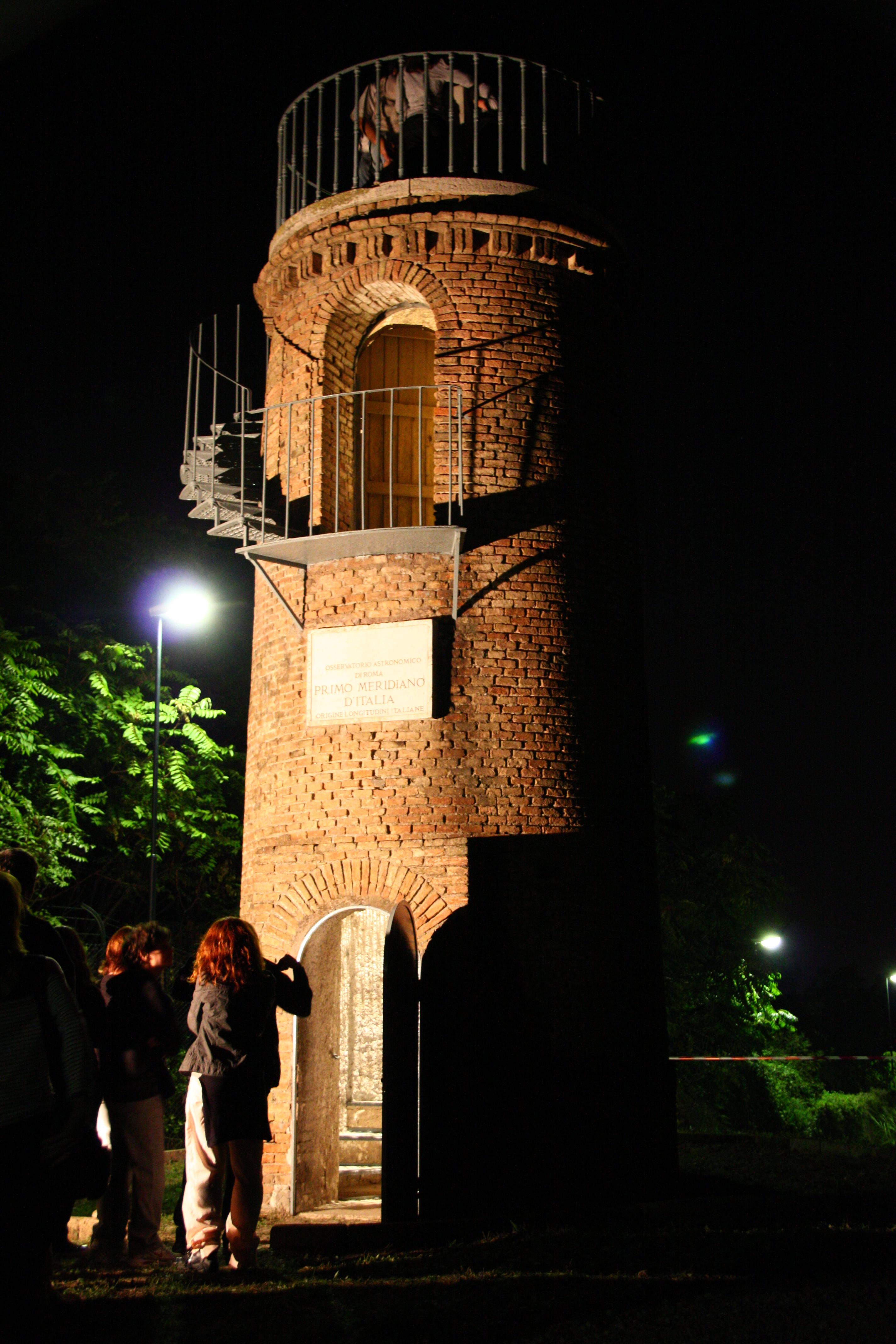
Torre del Meridiano di Roma auf dem Monte Mario in Rom

Der Meridian von Rom war ein vor der Internationalen Meridian-Konferenz 1884 definierter Nullmeridian, der nur in Italien Verwendung fand. Er liegt 12° 27′ 08.400″ östlich des Meridians von Greenwich. Der Meridian von Rom führt durch den Torre del Meridiano des Osservatorio Astronomico di Roma auf dem Monte Mario in Rom.

## Geschichte
Der Meridian von Rom wurde 1870 von dem Jesuitenpater und Astronom Angelo Secchi festgelegt. Als zentralen geodätischen Punkt wählte man den Monte Mario, wo man noch im selben Jahr mit dem Bau eines acht Meter hohen Turms begann. Nachdem im September 1870 der Kirchenstaat vom Königreich Italien beseitigt worden war, führte Letzteres das Projekt fort und schloss den Bau 1871 ab. Wegen der Errichtung des Forte Monte Mario wurde der Turm 1877 abgerissen und dann ab 1882 am selben Ort wieder aufgebaut. Ab 1872 richteten sich alle Karten des Militärgeographischen Instituts nach dem Meridian von Rom. Im Oktober 1884 stimmte Italien auf der Internationalen Meridian-Konferenz für den Greenwich-Meridian, verwendete aber weiterhin überwiegend den Meridian von Rom. Diesen gab das Militärgeographische Institut erst zwischen 1964 und 1974 auf.

## Verlauf des Meridians
In Italien verläuft der Meridian vom Kreuzbergpass über die Lagune von Venedig (Burano), das Po-Delta und den Rubikon nach Rom, wo er über den Monte Mario und durch die Vatikanischen Gärten läuft. In Torvajanica bei Pomezia verlässt er die Küste Latiums, überquert das Tyrrhenische Meer, dann bei Marsala die Westspitze Siziliens, die Straße von Sizilien und verläuft schließlich westlich von Lampedusa in Richtung Sabrata.